# Волков Олександр Микитович (маршал авіації)
Олекса́ндр Мики́тович Во́лков (1929 — 2005) — міністр цивільної авіації СРСР у 1987—1990 роках, маршал авіації (1989), Заслужений військовий льотчик СРСР (1974).

## Біографія
Народився 25 березня 1929 року у місті Валуйки Бєлгородської області.
У 1948 році закінчив 4-у спецшколу ВПС у Курську, а у 1951 році — Енгельське вище військове авіаційне училище. З цього часу проходив службу у Дальній авіації, був льотчиком, старшим льотчиком, командиром ланки.
У 1961 році закінчив Військово-повітряну академію та був призначений заступником командира ескадрильї. З 1963 — командир ескадрильї, з 1964 — заступник командира, а з 1966 — командир важкого бомбардувального авіаційного полку Дальньої авіації. У 1969—1971 роках командував 79 важкої бомбардувальної авіаційної дивізії в Середньоазіатському військовому окрузі.
1973 року закінчив Військову академію Генерального штабу Збройних Сил СРСР. З цього часу був заступником командира, і з 1975 року — командиром 6-го окремого важкого бомбардувального авіаційного корпусу Московського військового округу. У 1979 році призначений командувачем Військово-транспортної авіації ВПС СРСР.
З 1986 року О. М. Волков був заступником Головнокомандувача Військово-повітряних сил СРСР.
З травня 1987 до 1990 року був міністром цивільної авіації СРСР.
З квітня 1990 перебував у Групі генеральних інспекторів Міністерства оборони СРСР. У 1992 році пішов у відставку.